# Jules Aimé Battandier
Jules Aimé Battandier (Annonay, Ardèche, 28 de enero de 1848 - Argel, 18 de septiembre de 1922) fue un botánico, pteridólogo, y briólogo francés. Fue una autoridad de la flora de Argelia.
Luego de obtener su doctorado en ciencias naturales, es profesor en la Facultad de Medicina y de Farmacia de Argel en 1879.
Dirige la farmacia del "Hospital Musthafa", de Argel, en 1875.

## Honores

### Eponimia
Especies, unas 33, entre ellas
- (Orchidaceae) Dactylorhiza battandieri Raynaud 1985
- (Leguminosae) Argyrocytisus battandieri (Maire) Raynaud
- (Leguminosae) Adenocarpus battandieri (Maire) Talavera
- (Apiaceae) Deverra battandieri (Maire) Podlech 1981

## Obra
- Atlas de la flore d'Alger. Jourdan, Alger, cinco fascículos, 1886-1920
- Algérie. Plantes médicinales, essences et parfums. Giralt, Alger, 1889
- Juntamente con Louis Trabut (1853-1929), L'Algérie. Le sol et les habitants. Flore, faune, géologie, anthropologie, ressources agricoles et économiques. J.-B. Baillière et fils, París, 1898

- La abreviatura «Batt.» se emplea para indicar a Jules Aimé Battandier como autoridad en la descripción y clasificación científica de los vegetales.[1]